# На іншій планеті
«На іншій планеті» (рос. На другой планете) первісна авторська назва — «Мешканці Марса» (рос. Обитатели Марса) — науково-фантастична повість російського письменника і етнографа Порфирія Інфантьєва. Одна з перших російських «марсіан». Вперше представлена до цензури в 1896 році. У 1901 році опублікована у підцензурному варіанті. Автор демонстративно зберіг сліди цензурного втручання; багато фраз обірвано посередині, замінено крапками. 14 і 15 розділи, де йшлося про соціалістичний устрій марсіан та успіхи їхньої науки, було вилучено повністю.
Згідно з жанровою класифікацію твір є пригодницькою утопією, автор повісті продовжує традиції класичної пригодницької фантастики Жуля Верна та Герберта Веллса.

## Сюжет
З російським студентом стався нещасний випадок у Альпах. Йому допомагає місцевий вчений-дивак. Згодом він пропонує хлопцеві стати учасником експерименту по обміну розумами з марсіанином, адже астроном уже давно спілкується з представниками марсіанської цивілізації…

## Соціальний устрій марсіан
Соціальний лад марсіан досить прогресивний — немає й натяку на існування держави, майнове і соціальне розшарування, судячи з усього, також відсутнє. Дуже велику роль займає облік народного господарства, яким займається Статистичне Бюро. Виховання дітей також поставлене на наукову основу, у цій справі використовують передові методики; найбільше уваги приділяється розвитку природних талантів кожної дитини, навчання ненав'язливе і максимально зорієнтоване на практичне життя дорослого члена суспільства. Результатом такого виховання став високий моральний рівень марсіан, крадіжка і брехня вважаються психічними відхиленнями або хворобою.
Однак, незважаючи на очевидні успіхи, соціальний лад мешканців Марса не досяг комуністичної формації. У марсіан зберігався поділ за заслугами перед суспільством. Так, у батька головної героїні було привілейоване право на безкоштовне харчування. З цього випливає, що гроші або інший спосіб оплати і розрахунків у суспільстві марсіан таки існували. Крім того, не були подолані традиційні забобони щодо виховання дітей — хлопчики і дівчатка навчалися окремо. Пояснювалося це традицією наявності «чоловічих» і «жіночих» занять.
Відштовхуючись від того рівня знань, які мала астрономія кінця ХІХ століття, автор описує досить привабливий образ Марса. У описі вражаючих технічних і медичних новацій (обмін розумами, вакуумні поїзди, вакуумний анабіоз) автор випереджає свій час — фантасти широко почали використовувати схожі ідеї лише в другій половині XX століття.

## Видання
- Инфантьев П. На другой планете (Повесть из жизни обитателей Марса. С подробной картой планеты Марс). — Великий Новгород: Губернская типография, 1901. — 142 с.(рос.)
- Порфирий Инфантьев. На другой планете (Повесть из жизни обитателей Марса) // Помочь можно живым / Составитель Л. Ю. Шувалов. — М.: Молодая гвардия, 1990. — ISBN 5-235-01543-6. — (Румбы фантастики / Школа Ефремова) . — С. 409—480.(рос.)
- Инфантьев П. На другой планете // Вечер в 2217 году. Том 10. Русская фантастика конца XIX — начала XX века / Составитель Ю. М. Медведев. — М.: Русская книга, 1998. — ISBN 5-268-01070-0. — (Библиотека русской фантастики). — С. 165—238.(рос.)
- Infantiev P. En otro planeta // Pioneros de la ciencia ficción rusa. Volúmen 1 / Alberto Pérez Vivas. — Barcelona: Alba, 2013. — ISBN 97884-84288282. — (Rara avis).(ісп.)